# تاكايشي (أوساكا)
مدينة تاكايشي (بالإنجليزية: Takaishi)‏ هي أحد المدن التابعة لمحافظة أوساكا. تأسست رسميًا في 01/11/1966. ويقدر عدد سكانها بـ 60077 نسمة حسب تقدير مكتب الإحصاء الياباني لعام 2012. تبلغ مساحة تاكايشي 11.35 كم2. بكثافة سكانية تبلغ 5293 نسمة/كم2.

## أعلام
- سابورو كاوابوتشي